# Hey Joe (film 2024)
Hey Joe è un film del 2024 scritto e diretto da Claudio Giovannesi.

## Trama
Dopo venticinque anni, l'americano Dean Barry, veterano della  Seconda Guerra Mondiale, ritorna in Italia per conoscere il figlio nato ai tempi del conflitto da una sua relazione con una ragazza napoletana. Il figlio Enzo ormai è un uomo adulto, a sua volta già padre, è sotto la protezione di un boss della malavita e non mostra nessun interesse ad avvicinarsi a suo padre biologico.

## Produzione
Il film, scritto e diretto da Claudio Giovannesi con la collaborazione di Maurizio Braucci, è stato prodotto da Carlo Degli Esposti, Nicola Serra e Federico Santangelo per Palomar e Rai Cinema, con il sostegno della Fondazione Calabria Film Commission e della Film Commission Regione Campania. Le riprese del film si sono svolte nel 2023 in Calabria presso i comuni di Pizzo e Villaggio Mancuso in Sila, Taranto e Napoli. 

## Promozione
Il trailer del film è stato diffuso online il 22 ottobre 2024.

## Distribuzione
Presentato in anteprima mondiale alla Festa del Cinema di Roma il 25 ottobre 2024, il film è stato poi distribuito nelle sale cinematografiche italiane a partire dal successivo 28 novembre, da Vision Distribution.

## Accoglienza
Il film ha ricevuto recensioni favorevoli dalla critica cinematografica.

## Riconoscimenti
- 2025 – David di Donatello
  - Candidatura al migliore autore della fotografia a Daniele Ciprì
- 2025 - Nastro d'argento
  - Migliore scenografia a Tonino Zera
  - Migliori costumi a Massimo Cantini Parrini